# Madaragalli, Mysore
Madaragalli là một làng thuộc tehsil Mysore, huyện Mysore, bang Karnataka, Ấn Độ.